# Janiralata davisi
Janiralata davisi là một loài chân đều trong họ Janiridae. Loài này được Menzies miêu tả khoa học năm 1951.